# Izwor (obwód Burgas)
Izwor (bułg. Извор) – wieś w południowo-wschodniej Bułgarii, w obwodzie Burgas, w gminie Burgas. Według danych Narodowego Instytutu Statystycznego, 31 grudnia 2011 roku wieś liczyła 528 mieszkańców.